# Trabajo temporal (programa de televisión)
Trabajo temporal es un programa de televisión semanal emitido por Televisión Española. El formato se estrenó el 6 de julio de 2016 en La 1.

## Formato
En Trabajo Temporal, famosos del panorama nacional se enfrentan a trabajos diferentes a los que ejercen normalmente y deberán cumplir con las expectativas, el horario y las órdenes de sus jefes. Albañil, granjero, camarero o bombero son algunos de los oficios que deberán realizar.

## Temporada 1
Cada uno de los nueve capítulos de la primera temporada tiene una temática diferente: el antes y el después de las caras más conocidas o la primera vez que se pusieron ante una cámara, la canción del verano, el fenómeno de los concursos, las anécdotas gastronómicas, el mundo del espectáculo y/o las modas.

### Participantes
- Santiago Segura - Empleado de construcción
- Ángel Llàcer - Granjero
- Carlos Sobera - Mozo de almacén
- Ana Obregón - Servicio de limpieza en hoteles
- Mario Vaquerizo - Bombero
- Fernando Romay - Peluquero
- Carlos Baute - Guardia Civil
- Concha Velasco - Panadera
- Berta Collado - Legionaria
- Manuel Díaz "El Cordobés" - Camarero
- Alaska - Tienda de bricolaje
- Santi Rodríguez - Desguace
- Edurne - Mecánica de vuelo del Ejército del Aire
- El Sevilla - Operario de fábrica de colchones
- María Castro - Quesera
- Los del Río - Servicio de limpieza

## Temporada 2

### Participantes
- David Bustamante - Miembro de la Unidad Militar de Emergencias
- Manolo Sarriá - Agricultor
- Fran Rivera - Mecánico de un taller
- India Martínez - Miembro del Grupo de Acción Rápida
- Los Chunguitos - Empleados de cáterin
- Juan Muñoz - Operario de Reformas
- Carolina Cerezuela - Policía Nacional
- Adriana Abenia - Campesina
- Julio Iglesias Jr. - Chatarrero
- Sonia Ferrer - Cuidadora de Caballos
- Antonio Orozco - Ayudante de Cocina
- Vicky Martín Berrocal - Porquera
- Manu Tenorio - Pescadero
- Azúcar Moreno - Empleadas en un zoológico
- Andy y Lucas - Jardineros
- Norma Duval - Empleada factoría membrillo

## Temporada 3

### Participantes
- Álex Casademunt - Transportista
- Eduardo Gómez - Transportista
- Rosa López - Comadrona
- Vanesa Romero - Miembro del GEO
- Josema Yuste - Veterinario
- Javier Calvo - Granjero
- Javier Ambrossi - Granjero
- Esther Arroyo - Feriante
- Lorena Gómez - Paracaidista
- Soraya Arnelas - Paracaidista
- El Arrebato - Bodeguero
- Miriam Rodríguez - Especialista de cine
- Roi Méndez - Especialista de cine
- Canco Rodríguez - Policía Municipal de Alcorcón
- Bibiana Fernández - Dependienta
- Pablo Pineda - Adiestrador de perros
- Xavier Deltell - Panadero
- Teté Delgado - Monitora de deportes de aventuras
- Nerea Rodríguez - Camarera
- Agoney - Camarero
- Llum Barrera - Empleada de empresa de reformas

## Temporadas
| Temporada | Temporada | Programas | Estreno             | Final                    | Audiencia media | Audiencia media |
| Temporada | Temporada | Programas | Estreno             | Final                    | Espectadores    | Cuota           |
| --------- | --------- | --------- | ------------------- | ------------------------ | --------------- | --------------- |
|           | 1         | 8         | 6 de julio de 2016  | 15 de septiembre de 2016 | 912 000         | 8,5%            |
|           | 2         | 8         | 23 de enero de 2017 | 13 de marzo de 2017      | 589 000         | 5,9%            |
|           | 3         | 8         | 29 de julio de 2019 | 9 de septiembre de 2019  | 477 000         | 5,8%            |

### Temporada 1: 2016
| N.º (serie) | N.º (temp.) | Trabajadores temporales            | Fecha de emisión         | Audiencia         |
| ----------- | ----------- | ---------------------------------- | ------------------------ | ----------------- |
| 1           | 1           | «Santiago Segura y Ángel Llàcer»   | 6 de julio de 2016       | 1 241 000 (12,0%) |
| 2           | 2           | «Carlos Sobera y Ana Obregón»      | 13 de julio de 2016      | 986 000 (8,7%)    |
| 3           | 3           | «Mario Vaquerizo y Fernando Romay» | 20 de julio de 2016      | 966 000 (8,7%)    |
| 4           | 4           | «Carlos Baute y Concha Velasco»    | 27 de julio de 2016      | 895 000 (8,4%)    |
| 5           | 5           | «Berta Collado y Manuel Díaz»      | 3 de agosto de 2016      | 1 033 000 (9,8%)  |
| 6           | 6           | «Alaska y Santi Rodríguez»         | 24 de agosto de 2016     | 606 000 (6,0%)    |
| 7           | 7           | «Edurne y El Sevilla»              | 31 de agosto de 2016     | 963 000 (8,1%)    |
| 8           | 8           | «María Castro y Los del Río»       | 15 de septiembre de 2016 | 606 000 (6,4%)    |

### Temporada 2: 2017
| N.º (serie) | N.º (temp.) | Trabajadores temporales                      | Fecha de emisión      | Audiencia      |
| ----------- | ----------- | -------------------------------------------- | --------------------- | -------------- |
| 9           | 1           | «David Bustamante y Manolo Sarriá»           | 23 de enero de 2017   | 951 000 (9,4%) |
| 10          | 2           | «Fran Rivera e India Martínez»               | 30 de enero de 2017   | 603 000 (5,7%) |
| 11          | 3           | «Los Chunguitos y Juan Muñoz»                | 6 de febrero de 2017  | 583 000 (5,8%) |
| 12          | 4           | «Carolina Cerezuela y Vicky Martín Berrocal» | 13 de febrero de 2017 | 588 000 (5,6%) |
| 13          | 5           | «Manu Tenorio y Azúcar Moreno»               | 20 de febrero de 2017 | 519 000 (5,3%) |
| 14          | 6           | «Sonia Ferrer y Antonio Orozco»              | 27 de febrero de 2017 | 438 000 (4,8%) |
| 15          | 7           | «Adriana Abenia y Julio Iglesias Jr.»        | 6 de marzo de 2017    | 513 000 (5,6%) |
| 16          | 8           | «Andy y Lucas y Norma Duval»                 | 13 de marzo de 2017   | 520 000 (5,7%) |

### Temporada 3: 2019
| N.º (serie) | N.º (temp) | Título                                           | Fecha de emisión        | Audiencia      |
| ----------- | ---------- | ------------------------------------------------ | ----------------------- | -------------- |
| 17          | 1          | «Rosa López, Álex Casademunt y Eduardo Gómez»    | 29 de julio de 2019     | 647 000 (6,5%) |
| 18          | 2          | «Josema Yuste y Vanesa Romero»                   | 5 de agosto de 2019     | 449 000 (4,7%) |
| 19          | 3          | «Esther Arroyo, Javier Calvo y Javier Ambrossi»  | 12 de agosto de 2019    | 516 000 (5,8%) |
| 20          | 4          | «El Arrebato, Lorena Gómez y Soraya Arnelas»     | 19 de agosto de 2019    | 533 000 (5,9%) |
| 21          | 5          | «Canco Rodríguez, Miriam Rodríguez y Roi Méndez» | 26 de agosto de 2019    | 609 000 (6,2%) |
| 22          | 6          | «Bibiana Fernández y Pablo Pineda»               | 2 de septiembre de 2019 | 496 000 (4,6%) |
| 23          | 7          | «Xavier Deltell y Teté Delgado»                  | 9 de septiembre de 2019 | 401 000 (7,2%) |
| 24          | 8          | «Nerea Rodríguez, Agoney y Llum Barrera»         | 9 de septiembre de 2019 | 167 000 (5,5%) |